# Oye-et-Pallet
Oye-et-Pallet é uma comuna francesa na região administrativa de Borgonha-Franco-Condado, no departamento de Doubs. Estende-se por uma área de 10,45 km². Em 2010 a comuna tinha 747 habitantes (densidade: 71,5 hab./km²).